# عضلة غضروفية لسانية
العضلة الغضروفية اللسانية Chondroglossus Muscle هي إحدى عضلات اللسان الخارجية.

## منشأ العضلة
تنشأ العضلة من القاعدة والسطح الأنسي للقرن الصغير للعظمِ اللامي.

## مرتكز العضلة
تتداخل العضلة مع ألياف العضلات الداخلية للسان بين العضلة الذقنية اللسانية والعضلة اللامية اللسانية.

## تعصب العضلة
تُعصب هذه العضلة من العصب تحت اللسان (Hypoglossal Nerve).